# Viloyat Samarqand
Die Viloyat Samarqand (usbekisch Samarqand viloyati) ist eine Viloyat in Usbekistan. Sie umfasst 16.400 Quadratkilometer und hat etwa 3.651.700 Einwohner (Stand 2017). Nach der amtlichen Statistik wird die Viloyat hauptsächlich von Usbeken (76 %), Tadschiken (9,7 %), Russen (5,3 %) und Tataren (3,3 %) bewohnt. Daneben sind kleine Gruppen von Türken (0,8 %) und Ukrainern (0,7 %) ansässig. Auch lebt in der Viloyat die älteste jüdische Gemeinde der ehemaligen Sowjetunion, deren Mitgliederzahl sich indes seit Ende des 20. Jahrhunderts durch Auswanderung drastisch reduziert hat.
Die Viloyat liegt im Becken des Flusses Serafschan. Die Viloyat grenzt an die usbekischen Viloyats Jizzax, Navoiy und Qashqadaryo sowie an die tadschikische Region Sughd.

## Bevölkerungsentwicklung
| Jahr | Einwohnerzahl |
| ---- | ------------- |
| 1979 | 1.783.930     |
| 1989 | 2.135.000     |
| 2001 | 2.670.300     |
| 2010 | 3.119.000     |
| 2017 | 3.651.700     |

## Verwaltung
Viloyat-Hauptstadt und größte Stadt der Viloyat ist die gleichnamige Stadt Samarqand. Die Viloyat ist in 14 Bezirke (tuman) und die kreisfreien Städte Kattaqoʻrgʻon, Oqtosh, Samarqand und Urgut aufgeteilt.
| Nr | Bezirk        | Hauptort   | Nr | Bezirk      | Hauptort |
| -- | ------------- | ---------- | -- | ----------- | -------- |
| 1  | Bulungʻur     | Bulungʻur  | 8  | Oqdaryo     | Loyish   |
| 2  | Ishtixon      | Ishtixon   | 9  | Paxtachi    | Ziyodin  |
| 3  | Jomboy        | Jomboy     | 10 | Payariq     | Payariq  |
| 4  | Kattaqoʻrgʻon | Payshanba  | 11 | Pastdargʻom | Juma     |
| 5  | Qoʻshrabot    | Qoʻshrabot | 12 | Samarqand   | Gulobod  |
| 6  | Narpay        | Oqtosh     | 13 | Toyloq      | Toyloq   |
| 7  | Nurobod       | Nurobod    | 14 | Urgut       | Urgut    |
|    |               |            |    |             |          |